# Xanthodaphne imparella
Xanthodaphne imparella é uma espécie de gastrópode do gênero Xanthodaphne, pertencente a família Raphitomidae.